# Ted Lasso
Ted Lasso este un sitcom sportiv american creat de Jason Sudeikis, Bill Lawrence, Brendan Hunt și Joe Kelly. Are ca punct de inspirație personajul cu același nume interpretat de Sudeikis într-o serie de promouri pentru transmisiunile NBC din Premier League. Serialul îl urmărește pe Ted Lasso, un antrenor de fotbal american care a activat la echipe de colegiu și care este angajat la o echipă engleză de fotbal de către patroana echipei care vrea să-l enerveze pe fostul său soț.
Primul sezon, alcătuit din zece episoade, a avut premiera pe Apple TV+ la 14 august 2020 când au fost distribuite primele trei episoade, restul fiind difuzate câte unul săptămânal. Sezonul secund, format din 12 episoade, a avut premiera pe 23 iulie 2021. În octombrie 2020, serialul a fost reînnoit pentru sezonul trei.
Primul sezon a fost nominalizat la 20 de premii Emmy, un nou record pentru un serial de comedie aflat la debut. Sudeikis, Hannah Waddingham și Brett Goldstein au fost recompensați pentru prestațiile lor, iar serialul a primit premiul pentru cel mai bun serial de comedie din 2021. Sudeikis a mai primit premiul Globul de Aur pentru cel mai bun actor de televiziune (comedie/muzical) și premiul Sindicatului Actorilor pentru cel mai bun actor într-un rol principal într-un serial de comedie.

## Sinopsis
Ted Lasso, un antrenor de fotbal american, este angajat surprinzător de către echipa engleză de fotbal AFC Richmond (echipă fictivă) care evoluează în Premier League, deși nu are niciun pic de cunoștințe despre fotbalul european. Patroana echipei, Rebecca Welton, îl angajează pe Lasso pentru a se răzbuna pe fostul patron al clubului, fostul ei soț care i-a fost infidel. Ted îi cucerește pe toți prin farmecul, umorul și personalitatea sa.
În sezonul doi, echipa încearcă să își îmbunătățească rezultatele și poziția în Premier League, fiind astfel angajată Sharon Fieldstone, psiholog sportiv, în vreme ce Lasso caută noi metode de antrenament pentru a crește coeziunea echipei.

## Distribuție și personaje
- Jason Sudeikis în rolul Ted Lasso
- Hannah Waddingham în rolul Rebecca Welton, noua patroană a clubului AFC Richmond
- Jeremy Swift în rolul Leslie Higgins, timidul Director Sportiv al echipei
- Phil Dunster în rolul Jamie Tartt, tânărul și arogantul atacant al echipei
- Brett Goldstein în rolul Roy Kent, un mijlocaș veteran, căpitan și ulterior antrenor secund la AFC Richmond
- Brendan Hunt în rolul Coach Beard, prietenul lui Lasso și mult timp secund al acestuia
- Nick Mohammed în rolul Nathan Shelley, fostul magazioner al clubului, devenit antrenor secund
- Juno Temple în rolul Keeley Jones, un fotomodel ambițios care ulterior devine șefa clubului pe marketing și relații publice
- Sarah Niles în rolul Dr. Sharon Fieldstone (sezonul 2), un psiholog sportiv

### Invitați
- Arlo White : el însuși (sezonul 1)
- Fleur East : ea însăși (sezonul 2)
- Thierry Henry : el însuși (sezonul 2)
- Gary Lineker : el însuși (sezonul 2)

## Filmările
Marea parte a scenelor exterioare au fost filmate în cartierul londonez Richmond. Pentru filmările bazei de antrenament a clubului a fost folosită baza clubului semi-profesionist Hayes & Yeading United FC. Stadionul echipei, poreclit Nelson Road, este de fapt Selhurst Park, stadionul clubului Crystal Palace. 